# Tiacziwka
Tiacziwka (ukr. Тячівка) – wieś na Ukrainie, w obwodzie zakarpackim, w rejonie tiaczowskim, w hromadzie Tiaczów. W 2001 liczyła 1555 mieszkańców, spośród których 1541 wskazało jako ojczysty język ukraiński, 9 rosyjski, 4 węgierski, a 1 rumuński.